# 新索菲伊夫卡 (博霍杜希夫區)
50°14′15″N 35°21′22″E / 50.23750°N 35.35611°E
新索菲伊夫卡（烏克蘭語：Новософіївка）是位於烏克蘭東部的村莊，由哈爾科夫州博霍杜希夫區的博霍杜希夫市鎮負責管轄。該村始建於1674年，面積1.18平方公里，海拔高度140米，2001年人口260，人口密度每平方公里220人。